# Tetrahedron Prize
Tetrahedron Prize for Creativity in Organic Chemistry or Bioorganic and Medicinal Chemistry eller blot Tetrahedron Prize er en videnskabspris, der bliver uddelt af Elsevier, der udgiver Tetrahedron Publications. Den blev etableret i 1980 og er navngivet til ære for grundlæggerne og formændene af disse publikationer Professor Sir Robert Robinson og Professor Robert Burns Woodward. Prisen består af en guldmedalje, et certifikat og en kontantbeløb på $15,000.

## Prismodtagere
Vinderne af prisen er:
- 2020 Dale L. Boger
- 2019 Peter G. Schultz
- 2018 Stephen L. Buchwald og  John Hartwig
- 2017 Laura L. Kiessling
- 2016 Ben Feringa
- 2015 William L. Jorgensen
- 2014 Barry Trost og  de (ja)
- 2013 Shankar Balasubramanian
- 2012 Paul A. Wender
- 2011 Manfred T. Reetz
- 2010 Satoshi Ōmura
- 2009 Steven V. Ley
- 2008 Larry E. Overman
- 2007 J. Fraser Stoddart
- 2006 Hisashi Yamamoto
- 2005 Bernd Giese
- 2004 Koji Nakanishi
- 2003 Robert H. Grubbs og  Dieter Seebach
- 2002 Kyriacos C. Nicolaou
- 2001 Yoshito Kishi
- 2000 Peter B. Dervan
- 1999 Henri B. Kagan
- 1998 David A. Evans and Teruaki Mukaiyama
- 1997 Stuart L. Schreiber
- 1996 Samuel Danishefsky
- 1995 Alan R. Battersby and A. Ian Scott
- 1993 Ryoji Noyori and K. Barry Sharpless
- 1991 William Summer Johnson
- 1989 Michael J. S. Dewar
- 1987 Arthur J. Birch
- 1985 Gilbert Stork
- 1983 Elias J. Corey
- 1981 Albert Eschenmoser